# بروك لويس
بروك لويس (بالإنجليزية: Brooke Lewis)‏ هي ممثلة أمريكية، ولدت في 1 سبتمبر 1975 في فيلادلفيا في الولايات المتحدة.

## وصلات خارجية
- بروك لويس على موقع IMDb (الإنجليزية)
- بروك لويس على موقع قاعدة بيانات الفيلم (الإنجليزية)